# Franz Josef Zebisch

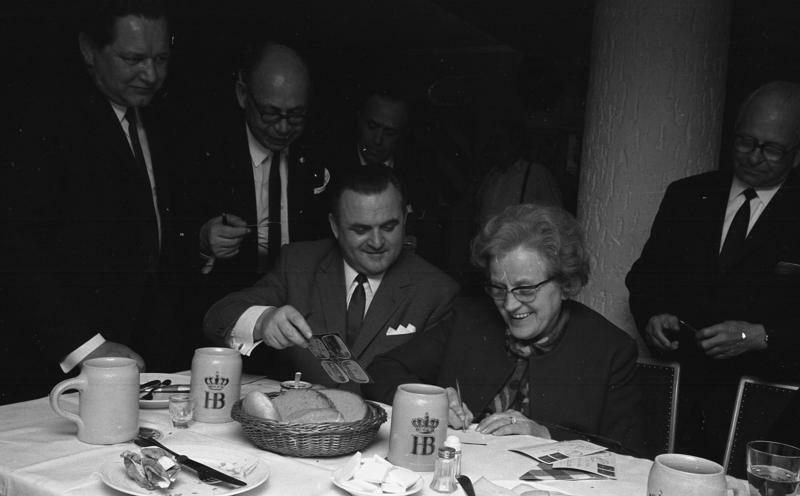
Franz Zebisch mit der Bundesministerin Käte Strobel (1968)

Franz Josef Zebisch (* 16. Oktober 1920 in Weiden in der Oberpfalz; † 24. Februar 1988 auf Gran Canaria, Spanien) war ein deutscher Gewerkschafter und Politiker (SPD), unter anderem Mitglied des Bundestages.

## Leben und Beruf
Nach dem Besuch der Volksschule und der Berufsschule in Weiden in der Oberpfalz war Zebisch ab 1935 im Werk Weiden der Deutschen Tafelglas AG (DETAG) tätig. Während des Zweiten Weltkrieges wurde er beim fahrenden Personal der Kriegsmarine eingesetzt. Zuletzt geriet er in Kriegsgefangenschaft, aus der er 1951 entlassen wurde.
Nach seiner Rückkehr aus der Gefangenschaft arbeitete Zebisch erneut bei der DETAG bzw. Flachglas AG, war dort zunächst Glas-Obersortierer und später Facharbeiter. Er gehörte ab 1953 dem dortigen Betriebsrat an, war zunächst dessen stellvertretender Vorsitzender und wurde 1958 zum Vorsitzenden des Gesamtbetriebsrates der DELOG/DETAG gewählt. 1962 wurde er Aufsichtsratsmitglied des Unternehmens. Darüber hinaus war er Vorstandsmitglied der Vertreterversammlung der Landesversicherungsanstalt Niederbayern-Oberpfalz.
Zebisch war katholisch, verheiratet, hatte ein Kind und wohnte in Weiden.

## Partei
Zebisch trat 1952 in die SPD ein. Er war seit 1954 Vorsitzender des SPD-Kreisverbandes Weiden und wurde 1962 zum stellvertretenden Vorsitzenden des SPD-Bezirkes Niederbayern-Oberpfalz gewählt. Außerdem war er seit 1972 Mitglied im Landesvorstand der SPD Bayern.

## Stadtrat und Abgeordneter
Zebisch war seit 1956 Ratsmitglied der Stadt Weiden. Dem Deutschen Bundestag gehörte er als Mitglied von 1965 bis 1980 an. Er war stets über die Landesliste Bayern ins Parlament eingezogen. Von 1977 bis 1981 war er stellvertretendes Mitglied der Parlamentarischen Versammlung des Europarates.

## Ehrungen
- 1973: Bundesverdienstkreuz 1. Klasse
- 1981: Großes Bundesverdienstkreuz
- 1984: Ehrenbürgerschaft der Stadt Weiden
- Bayerischer Verdienstorden
- Franz-Zebisch-Straße in Weiden